# Piotr Przerywacz
Piotr Przerywacz (ur. 15 listopada 1972 w Jaworze) – piłkarz polski grający na pozycji obrońcy.

## Kariera
Karierę piłkarską Przerywacz rozpoczął w klubie Kuźnia Jawor. Grał w nim w latach 1989-1991. Latem 1991 roku przeszedł do drugoligowej Miedzi Legnica. W sezonie 1991/1992 zdobył z Miedzią Puchar Polski. W Miedzi występował do końca sezonu 1993/1994.
Latem 1994 Przerywacz przeszedł do Zagłębia Lubin. Swój debiut w pierwszej lidze zaliczył 30 lipca 1994 w meczu ze Stomilem Olsztyn (2:2) i w debiucie zdobył gola. W Zagłębiu od czasu debiutu był podstawowym zawodnikiem. Latem 1998 został na rok wypożyczony do GKS Bełchatów. W 1999 roku wrócił do Zagłębia i występował w nim do lata 2002 roku. W 2002 roku podpisał kontrakt z beniaminkiem Ekstraklasy, Szczakowianką Jaworzno. W Szczakowiance spędził roku. w sezonie 2002/2003 spadł z nią z pierwszej do drugiej ligi.
W 2005 roku Przerywacz został zawodnikiem klubu Górnik/Zagłębie Wałbrzych. W 2007 roku doszło do podziału klubu, a Przerywacz został piłkarzem Górnika Wałbrzych. Grał w nim do końca swojej kariery, czyli do 2011 roku.
Ogółem w polskiej Ekstraklasie Przerywacz rozegrał 226 meczów i strzelił 5 goli.